# Taffy
Taffy [ˈtæfɪ] oder kurz Taff ist ein scherzhaft bis abwertend gebrauchter Spitzname für einen Waliser. Die entsprechende Bezeichnung für einen Iren ist Paddy, die für einen Schotten Jock.

## Geschichte und Gebrauch

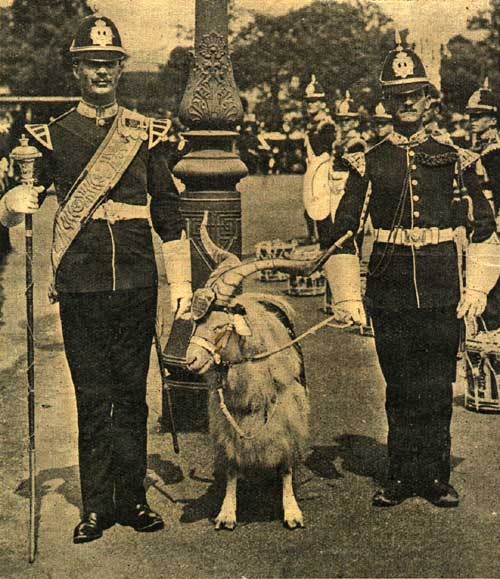
Taffy IV., die Regimentziege des zweiten Bataillons der Royal Welch Fusiliers zur Zeit des Ersten Weltkriegs.

Der Spitzname geht auf den Vornamen David bzw. dessen walisische Form Dafydd zurück und bezieht sich im Besonderen auf den Heiligen David von Menevia, den Schutzpatron von Wales. Volksetymologisch wird häufig auch ein Zusammenhang mit dem River Taff hergestellt, einem der längsten Flüsse des Landes. Das Oxford English Dictionary verzeichnet als Erstbeleg für „Taffy“ ein englisches Slang-Wörterbuch aus dem Jahr 1699. Eric Partridge weist aber darauf hin, dass schon William Harrison in seiner Description of England (1577) bemerkt, dass Waliser oft „David“ gerufen würden.
„Taffy“ wird oft in bloß scherzhafter Absicht verwendet, kann aber auch als abwertend und beleidigend aufgefasst werden, also als Ethnophaulismus. Bekannt ist der Ausdruck bis heute auch durch einen um 1780 erstmals dokumentierten nursery rhyme (Kinderreim):
|                                                                                           | |
| Taffy was a Welshman, Taffy was a thief, Taffy came to my house And stole a side of beef. | „Taffy war ein Waliser Taffy war ein Dieb Taffy kam in mein Haus Und stahl ein Stück Rindfleisch.“ |

Der Name verbindet sich hier wie in vielen anderen englischen Darstellungen mit den gängigen Vorurteilen gegenüber Walisern: Schon seit Jahrhunderten werden sie oftmals als faul, dumm, unmoralisch, verschlagen und rückständig verfemt, schon das englische Wort welsh bedeutet (analog zu Deutsch „welsch“) ursprünglich so viel wie „fremd“, „unverständlich“, oder „barbarisch“, und noch heute sind sie eine willkommene Zielscheibe abschätziger Witze. Zum Grundinventar anti-walisischer Invektive zählen dabei neben der Bezeichnung „Taffy“ insbesondere Anspielungen auf Lauch, das walisische „Nationalgemüse.“
„Taffy“ bildet mit „Jock“, „Paddy“ und „Tommy“ (eigentlich allgemein ein britischer Soldat, in Ermangelung eines „eigenen“ Spitznamens aber oft auf Engländer eingegrenzt) ein Begriffsquartett, das in der kollektiven Erinnerung der Briten eng mit der Erfahrung des Ersten Weltkriegs verknüpft ist, in dem sich Soldaten und Regimenter aus allen vier Landesteilen des Vereinigten Königreichs gemeinsam in den Schützengräben Flanderns und Frankreichs wiederfanden. Es stand so sinnbildlich für den Einheitsgedanken der britischen Nation, zugleich aber für eine Behauptung der regionalen und ethnischen Eigenarten ihrer konstituierenden Völker. Irland wurde 1922 unabhängig, so dass diese Konnotation heute bei „Paddy“ kaum mehr mitschwingt, doch zumindest „Jock“, und „Taffy“ und „Tommy“ stehen als komplementäre Begriffe auch heute noch für eine Form der Britishness. Eine ähnliche Doppelfunktion erfüllen sie in Brendan Behans autobiographischen Roman Borstal Boy (1958), heute ein Klassiker der irischen Literatur. Behan schildert darin seine dreijährige Haft in einem englischen Jugendgefängnis (1939–1942). Als Ire (zumal als IRA-Mitglied) wird er dort erwartungsgemäß stets nur „Paddy“ gerufen, aber kaum je in beleidigender Absicht, sondern manchmal geradezu zärtlich; die Mithäftlinge benennt er seinerseits pflichtschuldig als „Tommy“, „Jock“, „Geordie“, „Cockney“ usf. Das Gefängnis stellt sich mithin als Ab- und Sinnbild des Vereinigten Königreichs dar, also seines vermeintlichen Erbfeindes. Im persönlichen Umgang überwindet er mit der Zeit nicht all seine Vorurteile gegen die Briten, aber zumindest seinen nationalistischen Hass, ohne dabei aber seine irische Identität verleugnen zu müssen. Sinnfällig wird die Möglichkeit eines brüderlichen Auskommens der Völker in einer Episode, als ein mitleidiger englischer Wärter ihm Wasser in die Zelle holen lässt:
| | |
| ‚Water. No one’s deprivin’ you, Taffy‘. ‚Paddy he is, sir,‘ said Browny, ‚from Ireland‘. ‚Well, Taffy or Paddy or Jock is all bleedin’ one to me. Go down and get him the bleedin’ water‘. | „‚Wasser. Keiner will dir was vorenthalten, Taffy.‘ ‚Paddy heißt er, Sir,‘ sagte Browny, ‚aus Irland!‘ ‚Ob Taffy oder Paddy oder Jock ist mir verdammt nochmal egal. Jetzt hol ihm das verdammte Wasser!‘“ |

Heute werden diese Bezeichnungen sehr unterschiedlich bewertet. In einer im Jahr 2010 veröffentlichten Erhebung zur Akzeptanz von Ethnophaulismen in Europa belegte „Taffy“ mit 5.15 von 10 Punkten einen Spitzenplatz, wird also kaum als anstößig aufgefasst. „Tommy“ (4.60) und „Jock“ (4.38) rangieren im oberen Mittelfeld. „Paddy“ erreichte hingegen nur einen Wert von 2.88 und ist demnach also fast so anstößig wie „Kraut“ oder „Sauerkraut“ als Beleidigung gegenüber Deutschen (2.80). Im amerikanischen Englisch ist „Taffy“ wenig geläufig, weil die walisischen Einwanderer in den Vereinigten Staaten anders als etwa die Iren kaum als fremdartige oder auch nur eigenständige Volksgruppe wahrgenommen wurden, zumal sie auch nur selten geschlossen siedelten, und zumeist rasch und reibungslos in der amerikanischen Mehrheitsgesellschaft aufgingen.
Ein anderer britischer Spitzname für Waliser ist Welsher (4.85), als gröbste Beleidigung erwies sich in der genannten Studie mit einem Wert von 3.69 die Bezeichnung Waler (eigentlich „Grubenjunge, Erzklopfer, Kohlensortierer“), die auf die historische Bedeutung des Steinkohlen- und Schieferbergbaus in Wales verweist.